# طائفة مورور
طائفة مورور هي إحدى ممالك الطوائف التي أسسها بنو دُمّر في جنوب الأندلس بعد تفكك الدولة الأموية في الأندلس إثر اندلاع فتنة الأندلس.

## تاريخها
كان بنو دُمّر من بربر زناتة. وفد جدهم أبو تزيري الدمري إلى الأندلس أيام الحاجب المنصور، وخدم في جيوشه. وفي زمن الفتنة أقطع سليمان المستعين بالله بني دمر مورور عام 403 هـ، فاستقروا بها. توفي أبو تزيري في نفس العام، وخلفه ابنه نوح بن أبي تزيري حتى وفاته عام 433 هـ، فخلفه ابنه محمد بن نوح الذي تلقب بعز الدولة. استهدف المعتضد بن عباد صاحب إشبيلية أراضي مورور، وهاجمها من حين إلى آخر. ثم لجأ المعتضد إلى سياسة مغايرة بالتودد إلى ابن نوح، واستمالته بالهدايا، هو وأبو نور بن أبي قرة اليفرني صاحب رندة وعبدون بن خزرون صاحب أركش، ثم دعاهم عام 445 هـ إلى زيارة إشبيلية، وغدر بهم، فقُتل محمد بن نوح وابن خزرون في هذا الكمين، وبقي أبي نور أسير المعتضد حتى أطلقه عام 449 هـ. فخلفه ابنه مناد بن محمد بن نوح الذي تلقب بعماد الدولة. حافظ مناد على أراضي مورور، واشتد عضده بعدما لجأ إليه بربر إستجة وإشبيلية. إلا أن المعتضد واصل الضغط عليه، فهاجمه من حين إلى آخر حتى ضاق مناد عام 458 هـ، وشعر بالعجز، فراسل المعتضد يسأله تسليم مورور والعيش في كنفه في إشبيلية، فوافق المعتضد على طلبه، ضم بذلك المعتضد مورور. وعاش مناد الدمري في إشبيلية حتى وفاته عام 468 هـ.